# Вильнёв, Жан-Мари-Родриг
Жан-Мари-Родриг Вильнёв (фр. Jean-Marie-Rodrigue Villeneuve; 2 ноября 1883, Монреаль, Канада — 17 января 1947, Алхамбра, США) — канадский кардинал, облат. Епископ Гравелбурга с 3 июля 1930 по 11 декабря 1931. Архиепископ Квебека с 11 декабря 1931 по 17 января 1947. Кардинал-священник с 13 марта 1933, титулом церкви Санта-Мария-дельи-Анджели-э-деи-Мартири с 16 марта 1933.